# نام‌لی‌کیشلا (اورتاکوی)
نام‌لی‌کیشلا (به ترکی استانبولی: Namlıkışla) یک منطقهٔ مسکونی در ترکیه است که در اورتاکوی (آق‌سرای) واقع شده‌است.